# Mesozoa
Mesozoarele sunt animale pluricelulare cu corp viermiform, simetrie bilaterală, și de 0,7 - 0,75 mm lungime. La mesozoare nu sunt diferențiate foițele embrionare tipice, deoarece sub epiteliul (care totuși, poate fi calificat ca de origine ectodermală) ce acoperă corpul se află o singură celulă axială sau un câteva celule sexuale. Tipul celulelor interne este inceartă - mezodermală sau endodermală . 
Aceste animale sunt endoparaziți la unele nevertebrate marine, inclusiv: echinoderme, cefalopode, nemerțieni, polichete și viermi plați. 
Clasificarea mesozoarelor este neclară. Tradițional, Mesozoa este considerată o încrengătură divizată în două clase: Orthonectida și Rhombozoa (Dicyemida). Însă un studiu asupra ARN ribozomal a demonstrat că ortonectidele și rombozoarele sunt grupuri indepedente, fără vreo legătură filogenetică .